# Hadamar von Laber
Hadamar von Laber (* um 1300; † um 1360) war ein deutscher didaktischer Dichter aus dem Geschlecht der Herren von Laaber mit Stammsitz auf Burg Laaber in der heutigen Oberpfalz. In den Auseinandersetzungen des Kaisers mit dem Papsttum gehört er zusammen mit seinem Bruder zu den Parteigängern Ludwigs des Bayern. Eine freundschaftliche Beziehung verbindet Hadamar zum Sohn des Kaisers, dem Markgrafen Ludwig von Brandenburg. Dieser beruft ihn im Jahre 1354 zum Rat des Reiches.

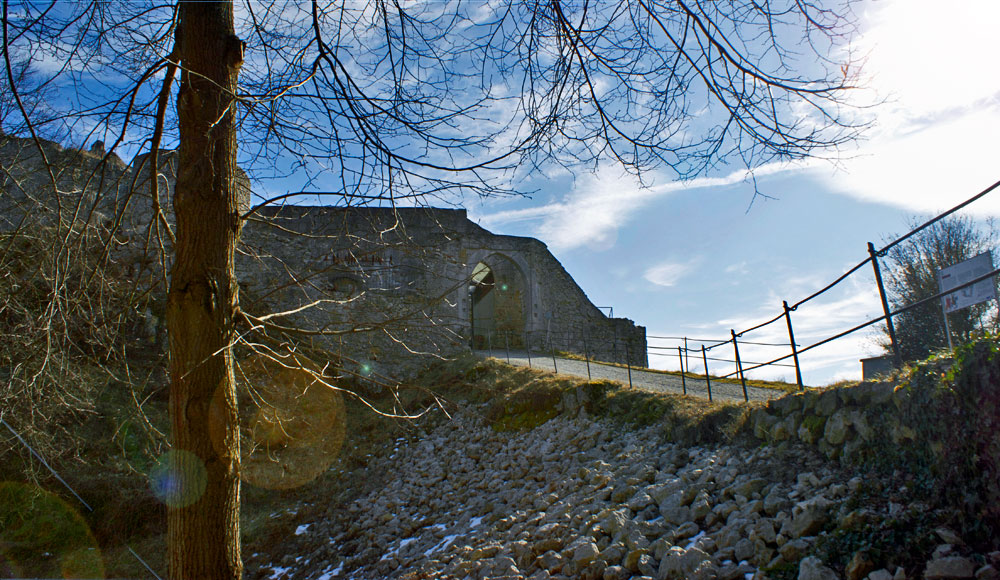
Burgruine Laaber im Markt Laaber

Hadamar verfasste eine Minneallegorie (Die Jagd oder Die Minnejagd) in Titurelstrophen. Das männliche Ich verfolgt als Jäger einen edlen Hirsch, der allegorisch die Frau darstellt, mit einer Hundemeute. Der Leithund ist sein eigenes Herz, die übrigen Hunde stehen allegorisch für Eigenschaften des Jägers wie „Treue“, „Mut“, „Willenskraft“ usw. Da das Gedicht eine Beziehung der Hohen Minne darstellt, darf das Wild aber nicht erlegt werden – d. h. keine Liebesvereinigung stattfinden –, vielmehr muss der Jäger mit seinem alten Hund „Ausharren“ auch im Jenseits weiterjagen. Interessant ist der Text vor allem aufgrund des Modells einer „Handlungsallegorie“, in dem die verschiedenen Aspekte der Minnebeziehung psychologisch differenziert dargestellt werden. Durch die verschiedenen Handlungen der Hunde werden die zentralen Konzepte der Hohen Minne miteinander korreliert, in ihrer Geltung eingeschränkt oder erläutert.
Der Text ist verhältnismäßig reich überliefert, allerdings in seiner Textgestalt in den verschiedenen Handschriften sehr uneinheitlich, weniger in Bezug auf die Lesarten des Textes als hinsichtlich der unterschiedlichen Strophenfolgen. Dies liegt vor allem an der fehlenden strophenübergreifenden Kohärenz. Denn eine „Handlungsallegorie“ in dem Sinne, dass eine epische Jagdhandlung entwickelt wird, ist die Jagd nicht, sondern es handelt sich eher um allegorische Minnereflexionen. Herausgegeben wurde der Text von Johann Andreas Schmeller (Stuttgart 1850), der sich an der Erlanger Handschrift (Strophenfolge) bzw. der ältesten Wiener Handschrift (Textgestaltung) orientiert, und von Karl Stejskal (Wien 1880), der eine kritische Ausgabe auf der Basis heute überholter stemmatischer Überlegungen erstellte. Eine moderne Edition zentraler Textpassagen findet sich bei Steckelberg.
Eine Aufnahme einiger Passagen des Werks in Aufführung von u. a. René Clemencic und Eberhard Kummer ist 2006 erschienen.